# Asemonea serrata
Asemonea serrata är en spindelart som beskrevs av Wesolowska 200. Asemonea serrata ingår i släktet Asemonea och familjen hoppspindlar. Inga underarter finns listade i Catalogue of Life.